# Vaccinium convexifolium
Vaccinium convexifolium är en ljungväxtart som beskrevs av J. J.Smith. Vaccinium convexifolium ingår i Blåbärssläktet, och familjen ljungväxter. Inga underarter finns listade i Catalogue of Life.